# Elecciones legislativas de Francia de 2002
Las elecciones legislativas de Francia de 2002 tuvieron lugar el 9 y el 16 de junio de 2002 para elegir a la XII Asamblea Nacional de la Quinta República , en un contexto de crisis política.
Estas fueron las primeras elecciones después de la aprobación de la reforma constitucional que reducía de siete a cinco años los mandatos presidenciales,  lo que hizo que las elecciones legislativas empezaron a tener lugar justo después de las presidenciales. 
Lionel Jospin, primer ministro saliente, no se presentó a la reelección tras no llegar a la final en los comicios presidenciales. Siendo derrotado por la extrema derecha del Frente Nacional, por ello, muchos votantes de izquierda votaron al presidente Jacques Chirac, para evitar que la extrema derecha llegara al poder. 
Lo mismo se repitió en las elecciones legislativas: la división interna de la izquierda y la necesidad de las fuerzas constitucionalistas de frenar a la extrema derecha propiciaron una amplia mayoría absoluta para el partido del presidente. 
Jean-Pierre Raffarin fue elegido primer ministro.

## Campaña

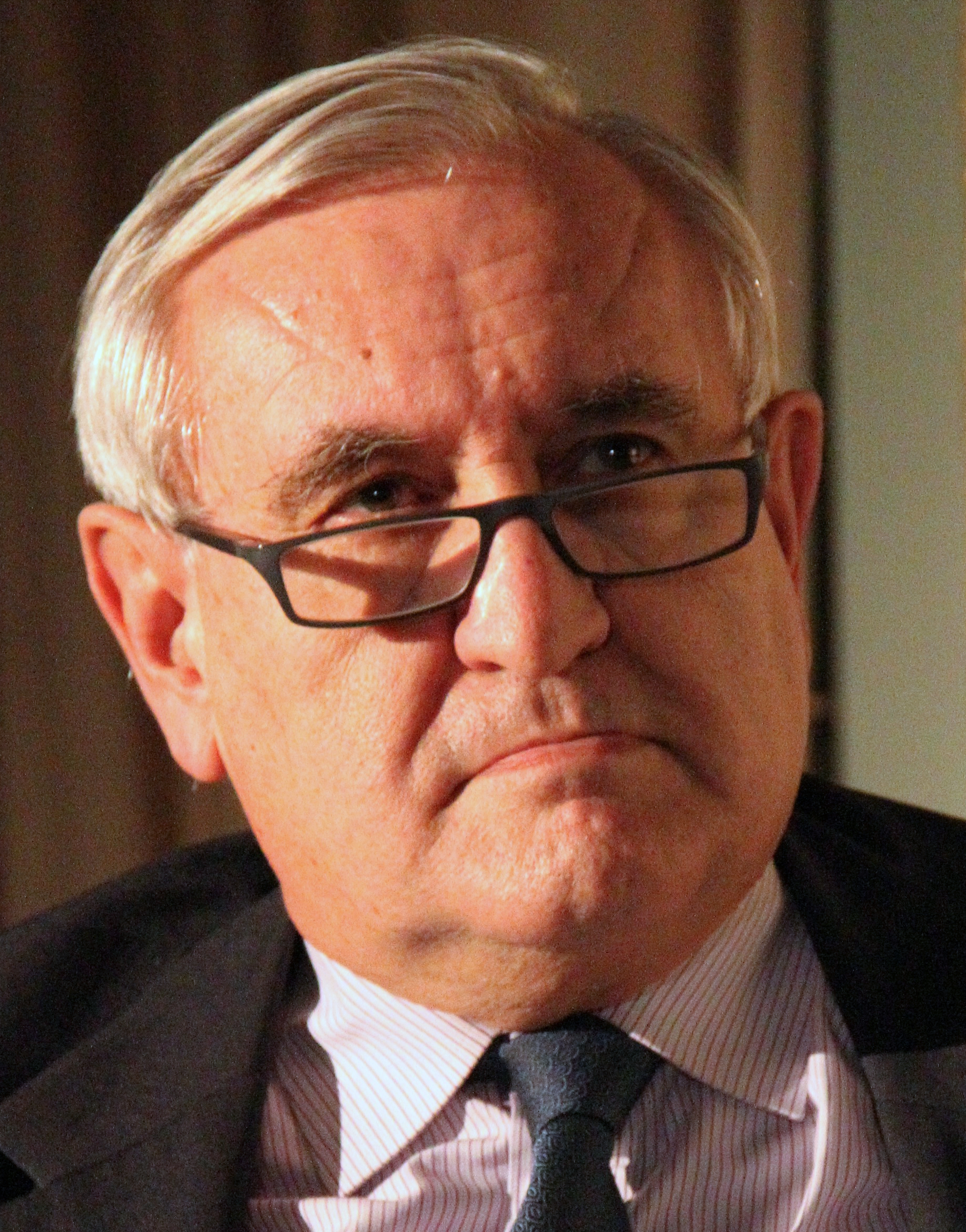
Jean-Pierre Raffarin, antiguo primer ministro y vicepresidente del senado.

La UMP hizo campaña contra la "cohabitación", a la que se culpa de provocar una confusión rentable para la extrema derecha y la extrema izquierda. Jean-Pierre Raffarin , un político de perfil relativamente bajo que dijo que escucharía a "Francia desde abajo", fue elegido como candidato del partido a primer ministro.
Sin un líder real, y aturdida por los resultados del 21 de abril, la izquierda estaba en dificultades. El presidente socialista François Hollande intentó revivir la "Izquierda Plural" bajo el nombre de "Izquierda Unida"; pero el esfuerzo se vio socavado por el hecho de que no contaba con un programa suficientemente concreto. Además, los partidos de izquierda no pudieron motivar a sus votantes contra un político no reconocido y aparentemente indiscutible como Raffarin. Además, parte del electorado de izquierda no quería una nueva "convivencia". Finalmente, las encuestas indicaron una ventaja creciente para la Mayoría Presidencial.
La derecha ganó las elecciones y la UMP obtuvo una amplia mayoría parlamentaria de 394 escaños. Por tercera vez bajo la Quinta República, un partido obtuvo la mayoría absoluta (la "oleada azul"). Cinco meses después, se convirtió en Unión por un Movimiento Popular .
En la izquierda, el Partido Socialista logró un mejor resultado que en las elecciones ganadoras de 1997, pero sus aliados fueron aplastados. La extrema izquierda volvió a su nivel habitual. En la extrema derecha, el Frente Nacional perdió la mitad de los votantes del 5 de mayo.

## Resultados
| ← Elecciones legislativas de Francia, 2002 → |                 |        |                   |                 |        |                   |                 |           |
| Partido                                      | Votos 1ª Vuelta | %      | Escaños 1ª Vuelta | Votos 2ª Vuelta | %      | Escaños 2ª Vuelta | Escaños Totales | % Escaños |
| Unión para el Movimiento Popular             | 8.408.023       | 33.3   | 48                | 10.026.669      | 47,26  | 309               | 357             | 61,87     |
| Unión para la Democracia Francesa            | 1.226.462       | 4,86   | 6                 | 832.785         | 3,92   | 23                | 29              | 5,03      |
| Divers droite                                | 921.973         | 3,65   | 3                 | 274.374         | 1,29   | 5                 | 8               | 1,39      |
| Democracia Liberal                           | 104.767         | 0,41   | 1                 | -               | -      | 1                 | 2               | 0,35      |
| Reagrupamiento por Francia                   | 94.222          | 0,37   | 0                 | 61.605          | 0,29   | 2                 | 2               | 0,35      |
| Movimiento por Francia                       | 202.831         | 0,8    | 1                 | -               | -      | -                 | 1               | 0,17      |
| Mayoría Presidencial (derecha)               | 10.958.278      | 43,39  | 59                | 11.195.433      | 52,76  | 340               | 399             | 69,15     |
| Partido Socialista                           | 6.086.599       | 24,11  | 1                 | 7.482.169       | 35,26  | 139               | 140             | 24,26     |
| Partido Comunista de Francia                 | 1.216.178       | 4,82   | 0                 | 690.807         | 3,26   | 21                | 21              | 3,64      |
| Partido Radical de Izquierdas                | 388.891         | 1,54   | 0                 | 455.360         | 2,15   | 7                 | 7               | 1,21      |
| Divers gauche                                | 275.533         | 1,09   | 0                 | 268.715         | 1,27   | 6                 | 6               | 1,04      |
| Los Verdes                                   | 1.138.222       | 4,51   | 0                 | 677.933         | 3,19   | 3                 | 3               | 0,52      |
| Izquierda parlamentaria                      | 9.105.423       | 36,07  | 1                 | 9.574.984       | 45,13  | 176               | 177             | 30,85     |
| Otros                                        | 194.946         | 0,77   | 0                 | 13,036          | 0,06   | 1                 | 1               | 0,17      |
| Frente Nacional                              | 2.862.960       | 11,34  | 0                 | 393.205         | 1,85   | 0                 | 0               | 0,00      |
| Movimiento Republicano y Ciudadano           | 299.897         | 1,19   | 0                 | 12.679          | 0,06   | 0                 | 0               | 0,00      |
| Caza, Pesca, Naturaleza, Tradiciones         | 422.448         | 1,67   | 0                 | -               | -      | -                 | 0               | 0,00      |
| Liga Comunista Revolucionaria                | 320.467         | 1,27   | 0                 | -               | -      | -                 | 0               | 0,00      |
| Lucha Obrera                                 | 301.984         | 1,2    | 0                 | -               | -      | -                 | 0               | 0,00      |
| Ecologistas                                  | 295,899         | 1,17   | 0                 | -               | -      | -                 | 0               | 0,00      |
| Movimiento Nacional Republicano              | 276,376         | 1.09   | 0                 | -               | -      | -                 | 0               | 0,00      |
| Extrema izquierda                            | 81,558          | 0,32   | 0                 | -               | -      | -                 | 0               | 0,00      |
| Regionalistas y separatistas                 | 66,240          | 0,26   | 0                 | 28,689          | 0,14   | -                 | 0               | 0,00      |
| Más a la derecha                             | 59.549          | 0,24   | 0                 | -               | -      | -                 | 0               | 0,00      |
| Total                                        | 25.246.045      | 100,00 | 60                | 21.221.026      | 100,00 | 517               | 577             | 100,00    |

Abstención: 35,58 % (1.ª vuelta), 39,68 % (2.ª vuelta)
- Datos: Q1450631